# Nikópoli (Préveza)
Nikópoli, en grec moderne : Νικόπολη, est un village du dème de Préveza, district régional de Préveza, en Épire, Grèce.
Selon le recensement de 2011, la population du village s'élève à 309 habitants.
Les vestiges de Nicopolis d'Épire, cité grecque fondée par Auguste pour commémorer sa victoire navale d'Actium contre Marc Antoine, sont situés dans le village et ses alentours.